# Atlango
L'atlango è una lingua artificiale ausiliaria creata nel 2002 in Polonia da Ryszard Antoniszczak (in atlango Richard A. Antonius) per facilitare la comunicazione tra i cittadini dell'Unione europea.
Essa si configura approssimativamente come un ido lievemente arricchito nella morfologia e semplificato nella pronuncia e nell'ortografia.
Estratto: Il Padre Nostro
Patro Musta, va-s il skyelo. Santyestes le naumo Tusta.  Vyen le regno Tusta.  Plentumes le volyo Tusta  te sul terdo ve il skyelo.  Dar ka mu tampe le dyema pauno musta  ti pardunes le kulpoy musta  te, ve mu parduna ka mua kulpantoy.  Ti ne duktes mu ka tenteso,  do salves mu kontre le malo.  Amen

## Alfabeto e pronuncia - accento
L'alfabeto dell'atlango è lo stesso alfabeto latino di ventisei lettere impiegato dall'inglese.
Differenze di pronuncia fra l'atlango e le lettere dell'inglese:
- la q si legge /ku/ come in italiano e in unish;
- la r ha un suono vibrante più marcato, come in spagnolo (differenza di pronuncia fonetica e non fonemica);
- la x si legge come l'italiano sc, seguito da vocale o come l'inglese sh (come accade nell'Idiom Neutral).

Nell'insieme l'atlango accoglie e matura le proposte di semplificazione di pronuncia dell'esperanto avanzate sin dai tempi di René de Saussure.
L'accento dell'atlango cade sulla penultima sillaba, come in esperanto e in italiano. Solo le terminazioni aggettivali e avverbiali -arr ed -all, impiegate come varianti stilistiche aggettivali, hanno l'accento sull'ultima sillaba.
Come l'esperanto, anche l'atlango contempla, sebbene con minor sistematicità, la possibilità di troncamento: nei nomi, la terminazione troncata è sostituita dall'apostrofo.

## Morfologia
L'atlango eredita in larga parte dall'esperanto e dall'ido il sistema delle terminazioni fisse delle diverse parti del discorso.

## Grammatica

### Articolo
L'unico vero e proprio articolo è l'invariabile le; si può usare il numerale un come articolo indeterminativo, anche se non è la sua funzione specifica (in realtà, come in esperanto, l'articolo indeterminativo in atlango non esiste). L'atlango conosce preposizioni articolate come troncamenti colloquiali o poetici: di le diventa dil.

### Nomi
La terminazione fissa dei nomi è -o; il plurale si forma con l'aggiunta della desinenza -y: es. lit-o ("letto", cfr. il francese lit, plur. lit-o-y

### Aggettivi
La terminazione fissa dell'aggettivo è -a. L'aggettivo è invariabile, a meno che non sia sostantivato (Le verd-a-y: "i verdi"). Gli aggettivi bisillabici in m n r l w y possono essere troncati; le forme troncate sono sia aggettivi sia avverbi: es. le bon lito, o le bona lito.

### Avverbi
La terminazione fissa dell'avverbio è -e.

### Pronomi
I pronomi personali sono: mi (plur mu), "io"; ti (plur. tu), "tu"; li oppure maschile hi, femminile xi, egli ella; neutro to (plurale lu). Inoltre sono presente il riflessivo se e il neutro lo.

### Verbi
Pur tradendo la sua discendenza dall'esperanto e dall'ido, l'atlango mostra un sistema di terminazioni verbali ridefinito nelle funzioni, con sovrapposizioni fra influssi eterogenei: dalla presenza di una base form del presente che funge da infinito e da presente indicativo, tipica del verbo inglese, all'opposizione fra tempi di aspetto imperfettivo e tempi di aspetto perfettivo, come nelle lingue slave.
L'infinito del verbo termina in -es
Nei modi finiti il verbo non distingue persona e numero.
Il presente indicativo termina in -i e si distingue dall'infinito perché preceduto dal pronome personale.
Il passato indicativo termina in -a.
Il futuro indicativo termina in -o.
L'imperativo (con funzione anche di congiuntivo in dipendenza da verbi che indicano desiderio o auspicio), ha la desinenza  -es. La particella ke anteposta a qualunque forma verbale, la trasforma in generale in un equivalente del congiuntivo.
Il condizionale ha la desinenza -u.
Nell'indicativo, il perfetto termina in -is, il futuro anteriore in -os.
Il condizionale perfetto ha la desinenza -us.